# Kōon-ji (Kaizuka)

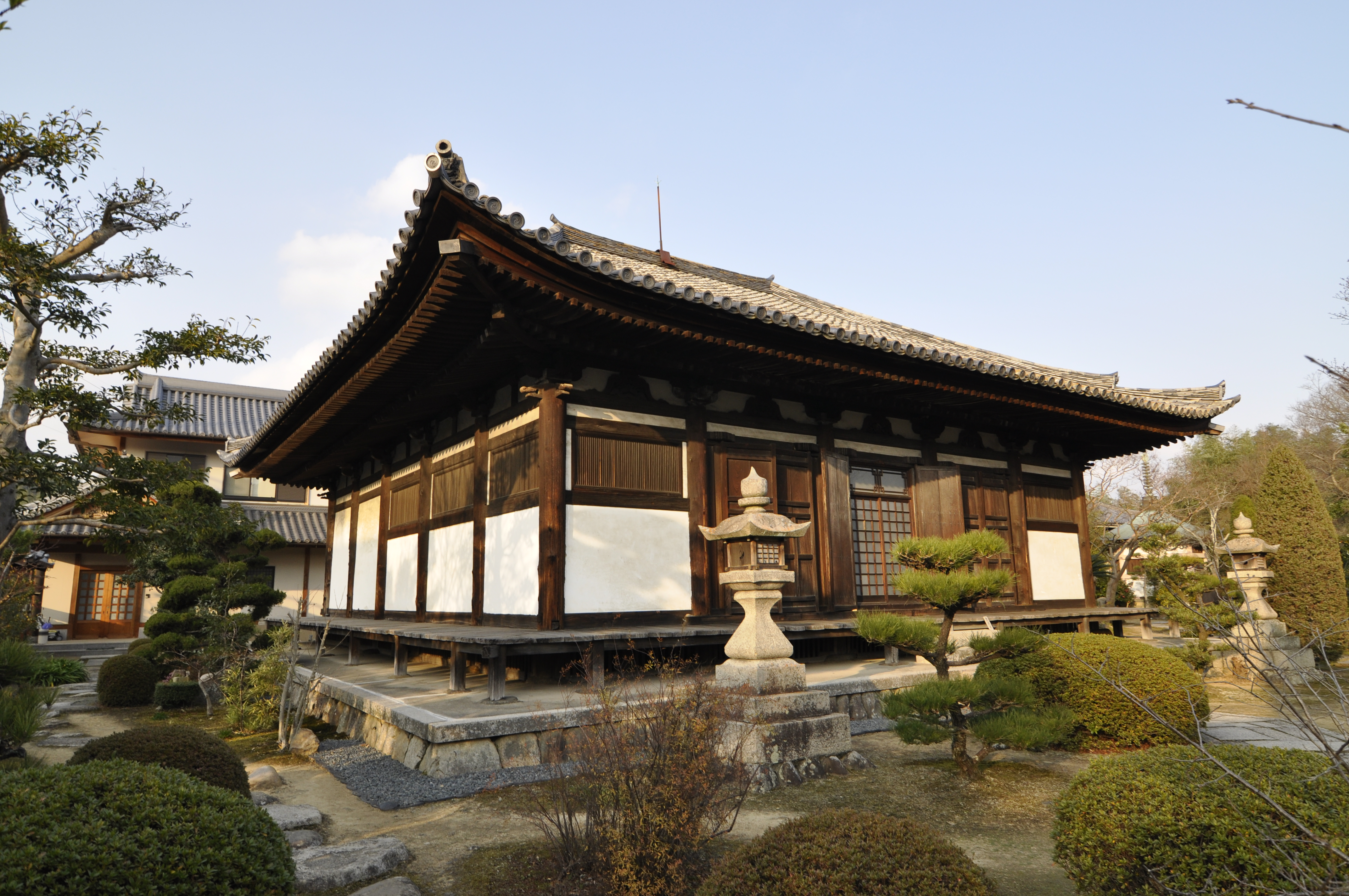
Kannon-Halle

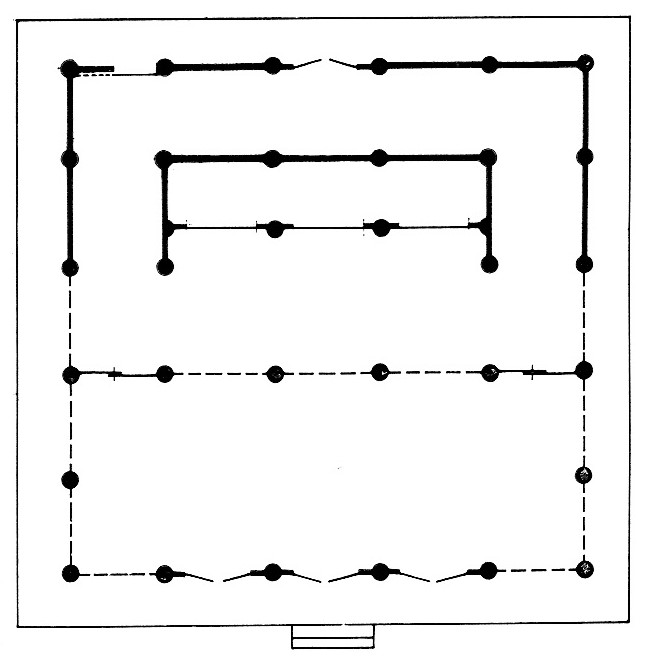
Plan der Kannon-Halle

Das Kōon-ji (japanisch 孝恩寺) ist ein Tempel der Jōdo-Richtung des Buddhismus in der Stadt Kaizuka in der Präfektur Osaka.

## Geschichte
Die Ursprünge des Tempels sind nicht bekannt, ab 1684 wurde er wieder errichtet. Als 1914 der Kannon-ji (観音寺) aufgegeben wurde, übernahm der Koōn-ji die Kannon-Halle. Der Kannon-ji war auf Wunsch des Kaisers Shōmu im Jahr 726 unter der Bauleitung von Gyōki errichtet worden, und Gyōki fertigte darüber hinaus eigenhändig die dort aufgestellte Kannon-Figur, heißt es in der Überlieferung.
Als Hashiba Hideyoshi die Provinz Kii eroberte, wurde der Tempel bis auf die Kannon-Halle zerstört. In der Edo-Zeit kümmerten sich zwar die Burgherren von Kishiwada, die Okabe, um den Tempel, aber 1889 wurde er aufgegeben. Später hat man mittelalterliche Ziegel, Bodenplatten, Tongefäße und anderes ausgegraben.

## Die Anlage
Die Kanon-dō misst 5 × 5 Ken. Mit hier 12,72 × 12,72 m ergibt das einen exakt quadratischen Grundriss. Das Pyramidendach ist mit Ziegeln gedeckt. Die Halle stammt aus der Kamakura-Zeit und ist als Nationalschatz registriert. Da beim Bau keine (無, nashi) Nägel (釘, kugi) verwandt wurden, heißt das Gebäude auch „Halle ohne Nägel“ (釘無堂, Kuginashi-dō).

## Schätze des Tempels
Im Inneren der Halle werden zahlreiche Figuren aus der buddhistischen Glaubenswelt verehrt. Die Hauptkultfigur ist ein sitzender Amida Nyorai aus Holz. Weiter gibt es, angefangen mit der elfköpfigen Kannon (十一面観音) insgesamt 19 Figuren, die alle als Wichtiges Kulturgut Japans registriert sind. Sie stammen aus der mittleren bis späten Heian-Zeit. Weiter gibt es ein mit Farbe auf ein Holzbrett gemaltes Bild von Heiligen aus der Heian-Zeit, das auch als Wichtiges Kulturgut registriert ist.
Auf dem Tempelgelände stehen eine fünfstöckigen Steinpagode (Wichtiges Kulturgut der Präfektur) aus dem Jahr 1348 und Pagoden und Stein-Stelen aus der Tenshō-Zeit (1573–1593).